# Callicarpa mollis
Callicarpa mollis là một loài thực vật có hoa trong họ Hoa môi. Loài này được Siebold & Zucc. mô tả khoa học đầu tiên năm 1846.

## Hình ảnh

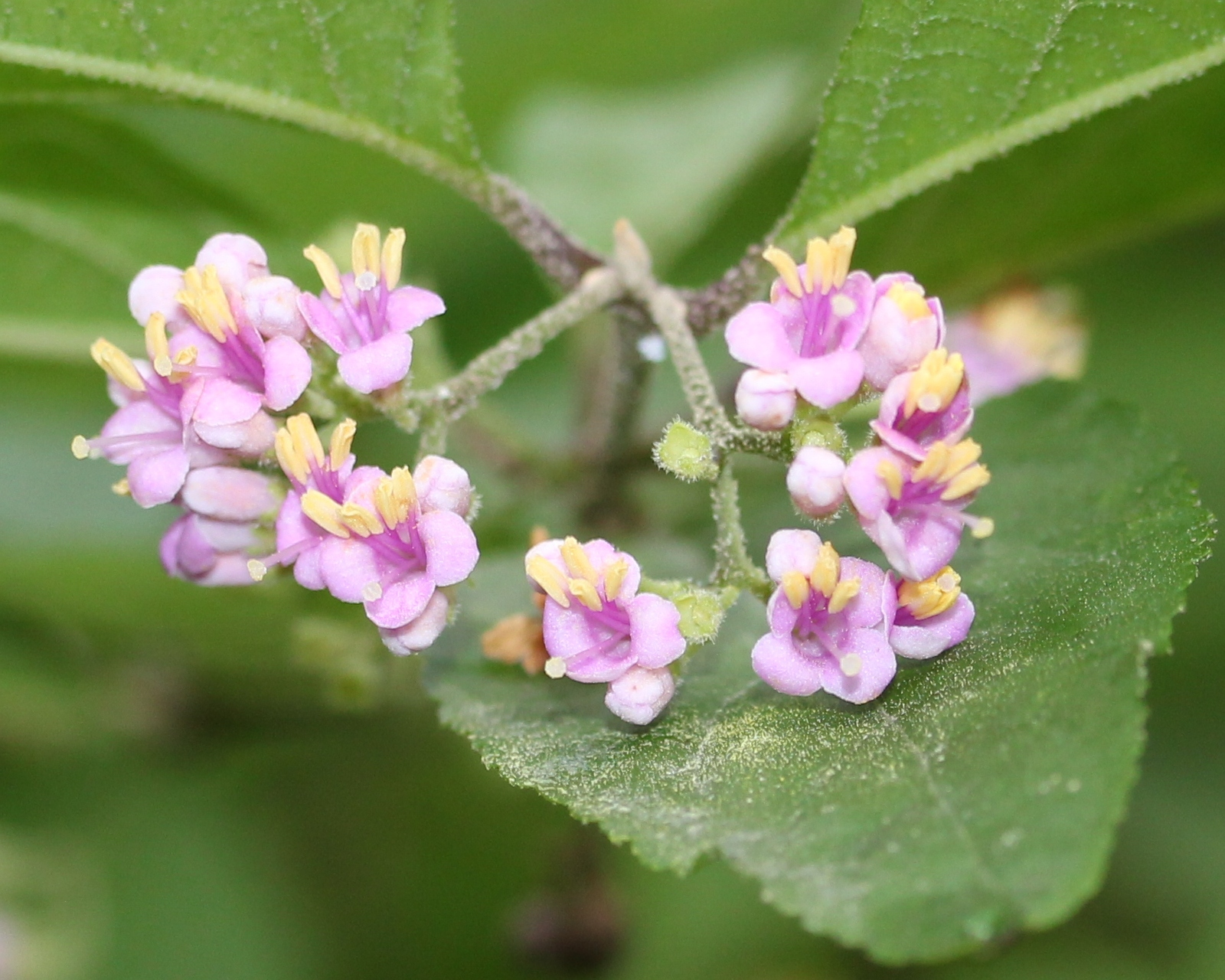